# Masa de sonido

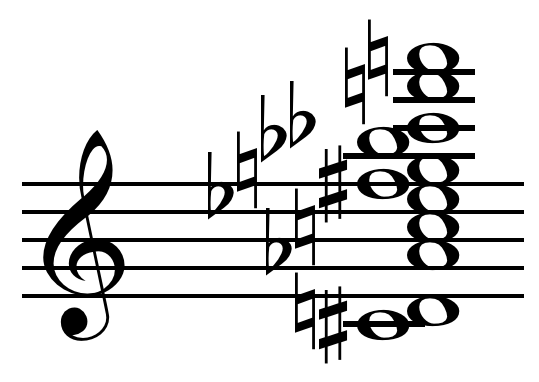
Figura 1. Acorde Northern lights

La masa de sonido o masa sonora es una textura musical cuya composición, en contraste con otras texturas más tradicionales, «minimiza la importancia de las alturas musicales individuales para preferir la textura, el timbre y la dinámica como principales formadores del gesto y el impacto».

## Descripción
Esta técnica fue desarrollada partiendo de los clústers utilizados por el modernismo musical y después se extendió a la escritura orquestal hacia finales de los años 1950 y 60. La masa sonora «difumina la frontera entre el sonido y el ruido».
Una textura puede disponerse de tal manera que «esté muy próxima al estatus de conjunto fusionado de timbres de un único objeto, por ejemplo el hermoso acorde Northern lights (ver Figura 1)..., en una distribución muy interesante de alturas, produce un sonido fusionado que se apoya en un redoble de platillo suspendido.»
Entre las técnicas que pueden dar lugar a la masa sonora, o bien ser aplicadas con ella, se incluyen técnicas extendidas como los metales o cuerdas asordinados, el flutter-tonguing, el vibrato amplio, los registros extremos y los glissandi.

### Compositores y obras
La utilización de "acordes que se aproximan a timbres" comenzó de la mano de Debussy y Edgard Varèse quienes anotaban cuidadosamente cada parte instrumental para que se fusionara formando un timbre de conjunto o masa sonora.
No obstante, una de las muestras más tempranas se dio mucho antes en el tiempo. Se trata del inicio del ballet Les Elémens (1737-1738) del compositor barroco Jean-Féry Rebel, en el cual que el caos está representado por un clúster orquestal gradualmente acumulativo formado por las siete notas de la escala de re menor.
Otro ejemplo más reciente es el tercer movimiento del Cuarteto de cuerda de Ruth Crawford Seeger que data de 1931 (ver #Discografía). Así como la música basada en pedales múltiples de Phill Niblock.
Encontramos más muestras en las composiciones "texturales" de la década de 1950 y 1960:
- Gruppen para tres orquestas (1955-57) y Gesang der Junglinge (1956) de Karlheinz Stockhausen;
- Treno a las víctimas de Hiroshima (1959) de Krzysztof Penderecki;
- Composiciones de György Ligeti que emplean la micropolifonía como Atmosphères (1961) o su Réquiem (1963-65);[5]
- Obras orquestales de Iannis Xenakis como  Metástasis (1953-54) y Pithoprakta (1955-56);
- Sound Patterns for chorus (1961) de Pauline Oliveros;
- From Dreams of Brass for chorus (1963-1964) de Norma Beecroft. Beecroft «desdibuja las notas individuales para favorecer un timbre colectivo mediante el uso de clústers vocales e instrumentales, recitados corales, narrador y una estela de sonidos de una cinta electrónica.»[1]

Asimismo, la técnica de masas sonoras aparece en la producción musical de otros muchos compositores, entre los que se encuentran: Witold Lutosławski, Karel Husa, Kazimierz Serocki, Tadeusz Baird, Henryk Górecki, Martin Bresnick, Steven Stucky, George Crumb, Barbara Kolb y Nancy Van de Vate.

## Discografía
- 1973 – Seeger, Perle, Babbitt: String Quartets. The Composers Quartet. (Nonesuch H-71280)